# Józefów (Wieluń)
Pour les articles homonymes, voir Józefów.
Józefów est une localité polonaise de la gmina de Pątnów, située dans le powiat de Wieluń en voïvodie de Łódź.